# Identification friend or foe

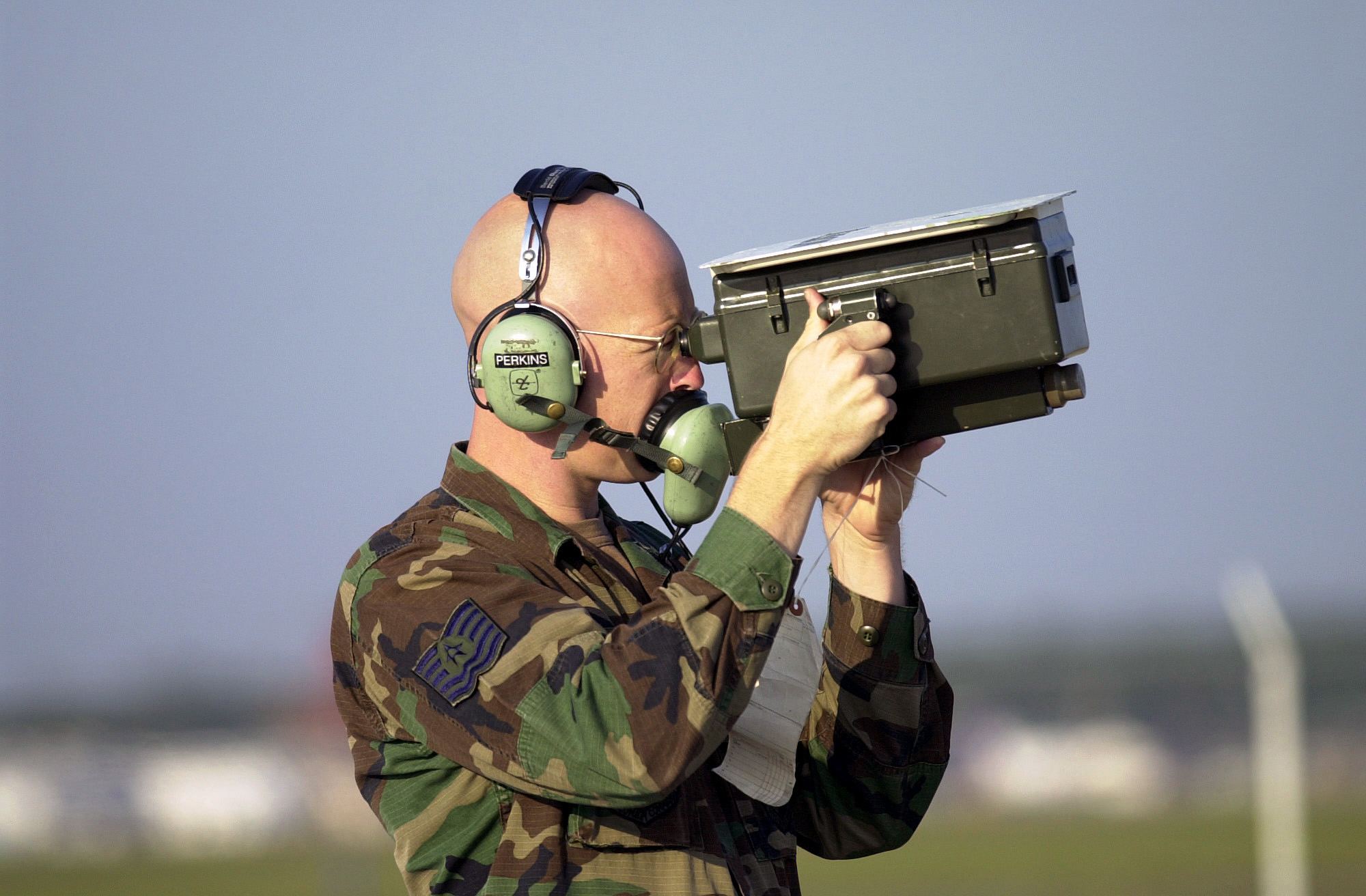
Sistema per la prova degli IFF utilizzato per verificare il funzionamento del transponder installato su un aereo.

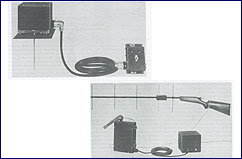
IFF XAE, il primo sistema radio IFF statunitense.

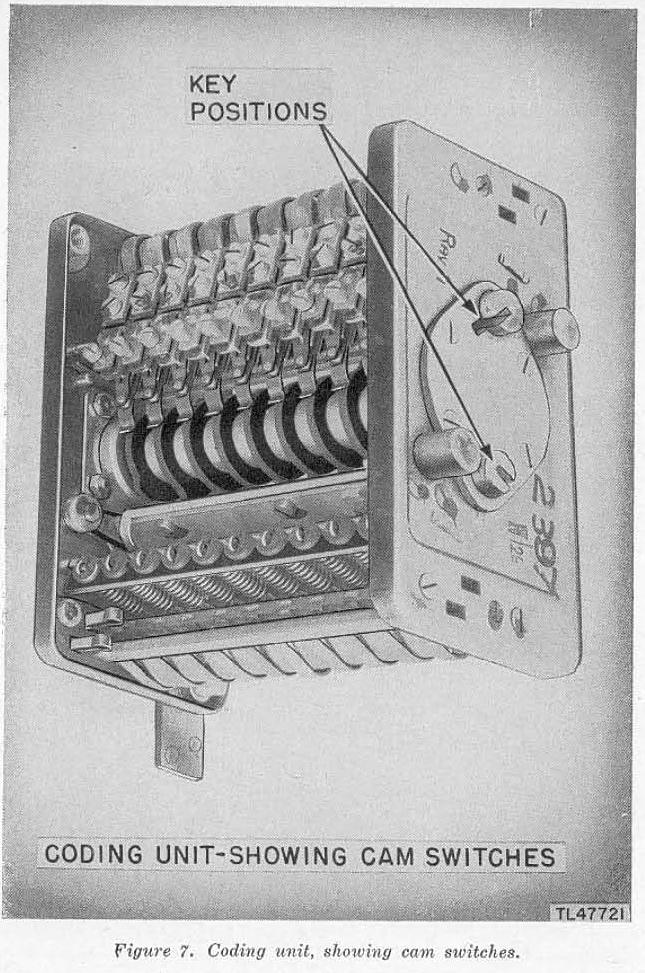
IFF-Radio FuG25-a "Erstling" utilizzato dai tedeschi nella seconda guerra mondiale.

Nelle telecomunicazioni la locuzione identification friend or foe o IFF, in italiano, identificazione amico o nemico, indica un sistema automatico elettronico di riconoscimento amico-nemico progettato per le funzioni di comando e controllo. Si tratta di un sistema che permette, mediante un'interrogazione, di identificare un bersaglio e determinarne la distanza dall'interrogatore.

## Descrizione
Si tratta di un sistema che attraverso una sorgente elettromagnetica, generalmente a bordo di un veicolo, sotto forma di ricetrasmettitore (similmente a un radar) emette impulsi elettromagnetici che, una volta colpiti i transponder presenti su altri aerei in volo entro il raggio d'azione, registrano l'eco di ritorno sotto forma di informazione memorizzata ed emessa dai transponder stessi: se tale informazione è riconosciuta come valida, allora il bersaglio è catalogato come amico (in uso militare) oppure semplicemente identificato (nell'uso civile), altrimenti è identificato come nemico.
I sistemi IFF possono comunicare in maniera criptata per evitare l'identificazione o l'imitazione da parte del nemico, o rispondere in chiaro nel caso in cui l'aeromobile si trovi a operare secondo le regole del traffico aereo civile.

## Storia
Ad esempio, una tipologia di radar secondario di sorveglianza (SSR), di origine militare, sviluppato a partire dalla seconda guerra mondiale, consente, attraverso un colloquio bidirezionale tra due aeromobili o tra un aeromobile e i servizi di controllo del traffico aereo, di identificare un dato velivolo e l'organizzazione (civile o militare) cui esso appartiene. I transponder IFF vedono la loro applicazione a ogni tipo di veicolo militare, sia esso aereo, navale o terrestre.
Nel 1939 i laboratori di ricerca della Marina militare degli Stati Uniti svilupparono un primo rudimentale sistema IFF, il Model XAE, imbarcato, consisteva di un trasmettitore con un'antenna Yagi puntata verso l'aeroplano. Il trasmettitore interrogava il velivolo e il pilota non doveva far altro che accendere manualmente un segnalatore omnidirezionale che ritrasmetteva alla nave un segnale di riconoscimento, ovvero una luce lampeggiante. Il sistema funzionava a una frequenza di 500 MHz. Testato nel 1938 divenne operativo nel 1939.
In Gran Bretagna si sperimentava un sistema simile chiamato Mk.1. Sfortunatamente la cosa non funzionava bene se il velivolo era troppo vicino all'antenna interrogante perché il sistema rispondeva anche se interrogato su uno dei lobi laterali dell'antenna falsando così significativamente la sua posizione. Il problema fu risolto introducendo nell'interrogazione l'ISLS (Impulso di Soppressione dei Lobi Secondari), il sistema divenne operativo agli inizi del 1940.
Nel 1939, sempre i laboratori di ricerca della Marina USA svilupparono un ricevitore-trasmettitore (transponder), il CXAMM IFF, analogo allo Mk.2 britannico, che interrogava il bersaglio. Il problema risiedeva nel fatto che lo stesso radar fungeva da trasmettitore e il sistema IFF doveva lavorare alla stessa frequenza. Ma i radar in uso funzionavano a frequenze diverse fra loro.
Durante la seconda guerra del golfo, il problema dell'identificazione amico-nemico ebbe particolare importanza nelle operazioni notturne. Furono adottati quindi i pannelli IFF, strumenti costituiti da un numero variabile di assi di alluminio (da 4 a 7) che consentono l'identificazione tramite infrarossi del bersaglio come amico, in quanto tali assi di alluminio raffreddano l'apparato molto più in fretta dell'area circostante e il pannello è visto come una zona scura sugli strumenti di visione termica.
Negli ultimi decenni i principi della tecnologia dell'Identification Friend or Foe sono stati presi a prestito dalla moderna tecnologia RFID a scopi puramente civili, pubblici e commerciali.